# Ryan (Iowa)
Ryan é uma cidade localizada no estado americano de Iowa, no Condado de Delaware.

## Demografia
Segundo o censo americano de 2000, a sua população era de 410 habitantes.
Em 2006, foi estimada uma população de 382, um decréscimo de 28 (-6.8%).

## Geografia
De acordo com o United States Census Bureau tem uma área de
1,1 km², dos quais 1,1 km² cobertos por terra e 0,0 km² cobertos por água. Ryan localiza-se a aproximadamente 312 m acima do nível do mar.

## Localidades na vizinhança
O diagrama seguinte representa as localidades num raio de 20 km ao redor de Ryan.